# Ananas comosus

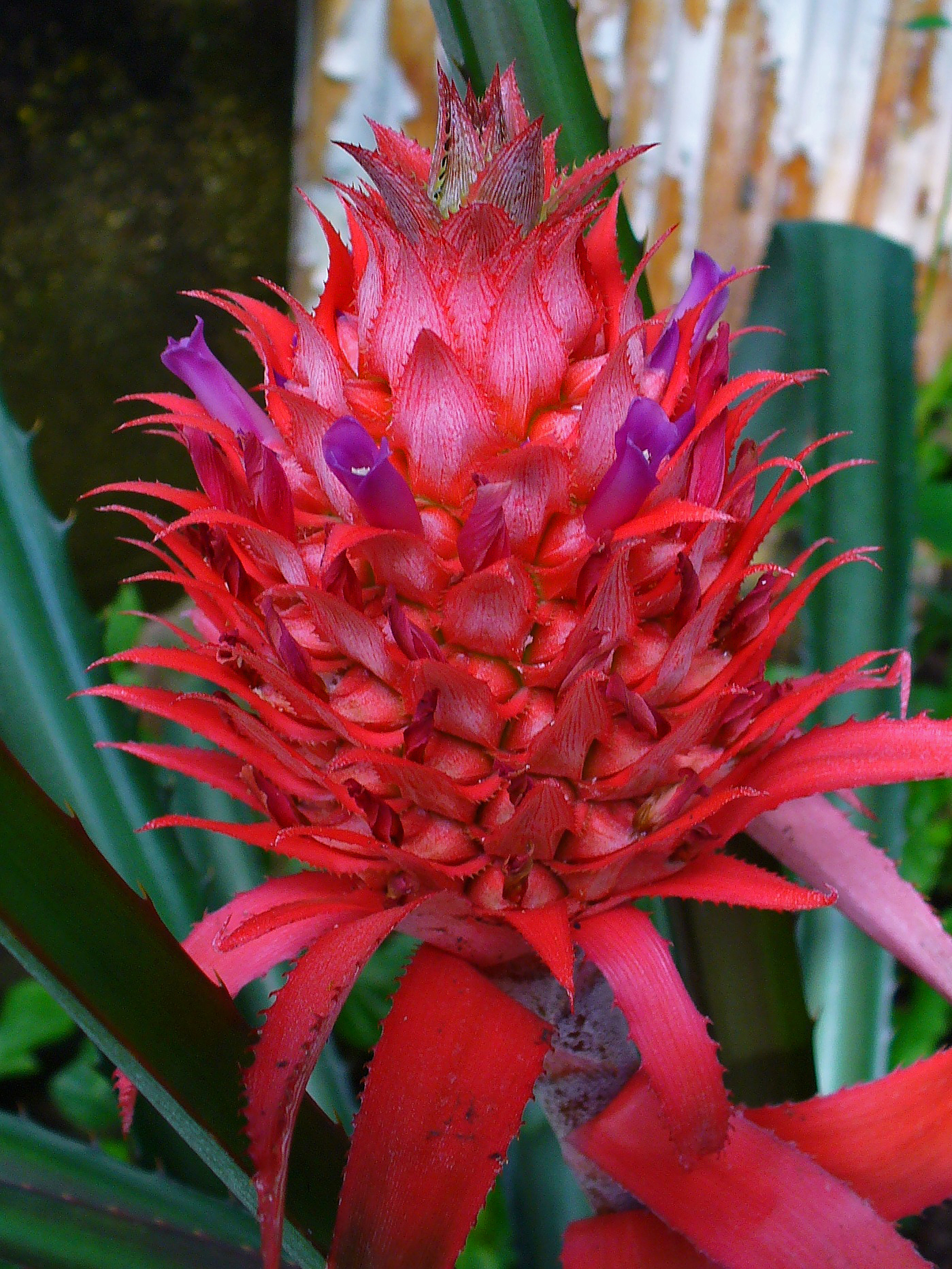
Escapo floral en antesis, vista lateral.

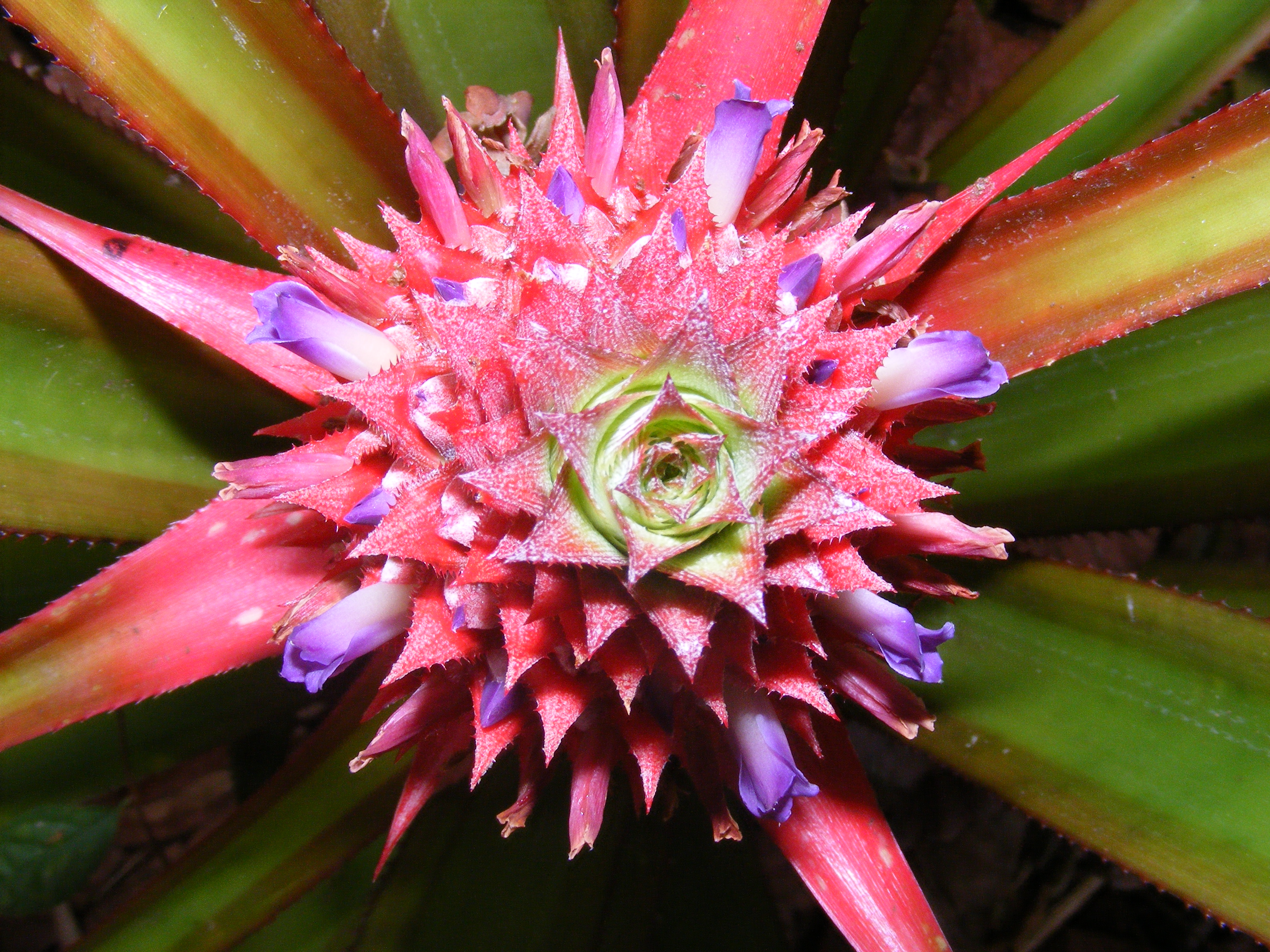
Escapo floral en antesis, vista cenital.

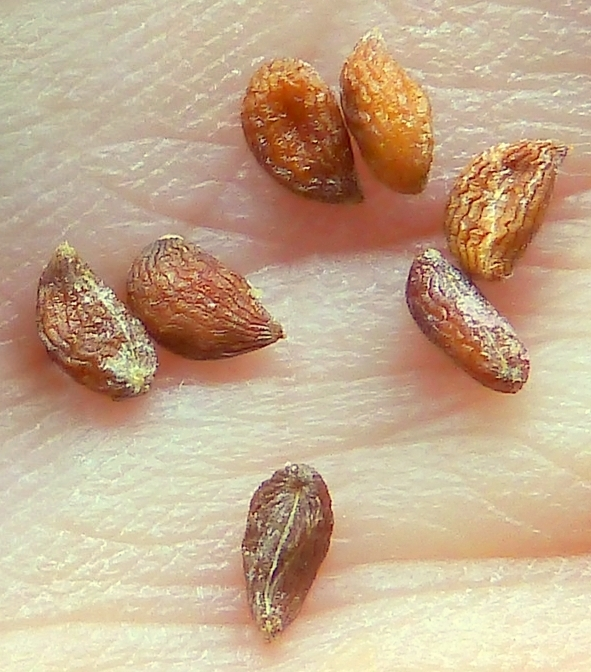
Semillas sueltas

La piña, también llamada ananá, ananás o matzatli, es una especie de la familia de las bromeliáceas, nativa de América del Sur. Planta de escaso porte y con hojas duras y lanceoladas de hasta 1 m de largo, fructifica una vez al año produciendo un único fruto fragante y dulce, muy apreciado en gastronomía. La piña puede variar sus colores dependiendo de la época del año y esos colores pueden ser: Blanco, rojo, morado y azul

## Descripción
Aunque la mayoría de las bromeliáceas son epifitas, A. comosus es una planta vivaz, terrestre, acaule, con una roseta basal de hojas rígidas, sésiles, lanceoladas, estrechamente imbricadas, con los márgenes dotados de espinas de puntas cortas, de 30 a 100 cm de largo; son ligeramente cóncavas, para conducir el agua de lluvia hacia la roseta. El tallo, rojizo, se hace visible alrededor de los tres años, creciendo longitudinalmente hasta alcanzar entre 1 y 1.5 m. De las axilas foliares aparecen pequeños retoños que los cultivadores cortan para la reproducción, aunque si se dejan pueden producir más frutos.
Del tallo brotan inflorescencias en forma de espiga, con el tallo engrosado, formadas por varias docenas de flores trímeras de color violáceo, que aparecen al final de un escapo en las axilas de las brácteas. Las flores son hermafroditas, sésiles, con brácteas inconspicuas, los tépalos externos apenas asimétricos y libres, de ovario súpero. El período de floración se extiende por un mes o más; la planta es autoestéril, un rasgo seleccionado por los criadores para favorecer la reproducción vegetativa. La polinización está a cargo, en su entorno natural, de los colibríes.[cita requerida]
El fruto es una pequeña baya, que se fusiona tempranamente con las adyacentes en un sincarpio o infrutescencia, grande y de forma ovoide. El corazón del sincarpo más fibroso se forma a partir del tallo axial engrosado, y las paredes del ovario, la base de la bráctea y los sépalos se transforman en una pulpa amarilla, apenas fibrosa. La cavidad de la flor endurece sus paredes; según el cultivar aparece como una celdilla vacía junto a la piel, en la que se conservan los restos duros y filiformes de los estambres, o se reduce a unas ranuras. Más hacia el interior, las celdas del ovario, que contienen las semilla en el raro caso de fertilización, también se estrechan considerablemente. Estas últimas son de tamaño bimilimétrico, arrugadas, de forma amigdaloide y de color pardo más o menos oscuro.
Su aroma se debe al butirato de etilo.[cita requerida]

## Distribución y hábitat
La piña es un cultivo claramente tropical. Acepta cualquier tipo de suelo, siempre que cuente con buen drenaje; los suelos anegados pueden causar la podredumbre de las raíces. Es ligeramente acidófilo, prefiriendo un pH entre 5.5 y 6; exige buenas concentraciones de nitrógeno y potasio, algo de magnesio y cantidades limitadas de calcio y fósforo. No tolera las heladas ni las inundaciones, y requiere de altas temperaturas para fructificar, alrededor de los 24 °C; los excesos de calor, superando los 30 °C, perjudican la calidad del fruto al exacerbar el ciclo metabólico; el régimen de lluvias debe estar entre los 1000 y 1500 mm anuales. No crece normalmente por encima de los 800 m s. n. m.  aunque existen plantaciones aisladas en Colombia, Kenia y Malasia en zonas de altitud.
Originario de algún lugar no especificado de Sudamérica, probablemente provenga del Cerrado, específicamente del Altiplano Goiaseño. Los estudios de diversidad sugieren que se originaría entre Brasil, Paraguay y Argentina (es decir, la zona de nacimiento de la cuenca del Plata), desde donde se difundió al curso superior del Amazonas y la zona de Venezuela y Centroamérica, donde hoy Costa Rica es el mayor productor global de la fruta. Hacia el 200 d. C. fue cultivado en Perú por los mochicas, quienes lo representaron en su cerámica. En el siglo XVI se propagó hacia Europa y las zonas tropicales de África y Asia.

## Uso

### Culinario
El fruto para su consumo puede estar fresco y en conserva. En Occidente se usa habitualmente como postre y en ensaladas, aunque cada vez más como ingrediente dulce en preparaciones de comida oriental. Cuando la piña está madura, la pulpa es firme pero flexible, las hojas se pueden arrancar de un fuerte tirón y el aroma es más intenso en la parte inferior. Debido al coste del transporte del fruto fresco y la concentración del consumo, se producen numerosos subproductos industrializados, en especial zumos, yogures, helados y mermeladas. Del jugo se produce un vinagre excelente y muy aromático.
Es el ingrediente principal de algunos cócteles, como la piña colada. En México se elabora el tepache, una bebida refrescante fermentada que utiliza como base la cáscara de la piña, también parece haber indicios que en la época prehispánica se utilizaba para ablandar carnes y producir vinagre.  
Aunque la enzima proteolíctica llamada bromelina se concentra en los tallos, si el jugo la contiene en cantidad suficiente, se puede usar como un ablandador de carnes.

### Medicinal
Entre las propiedades medicinales del fruto, la más notable es la de la bromelina, que ayuda a metabolizar los alimentos. Es también diurético, ligeramente antiséptico, desintoxicante, antiácido y vermífugo. Se ha estudiado su uso como auxiliar en el tratamiento de la artritis reumatoide, la ciática, y el control de la obesidad.
La alta concentración de bromelina en la cáscara y otras partes ha llevado a su uso en decocto para aliviar infecciones laríngeas y faríngeas, así como en uso tópico para la cistitis y otras infecciones.
Según algunos estudios, la bromelina produce autofagia en células del carcinoma mamario, lo que promueve el proceso celular de la apoptosis.
- Indicaciones: Es proteolítico, digestivo: la bromelina es un fermento digestivo comparable a la pepsina y la papaína. Antiinflamatorio, hipolipemiante, antiagregante plaquetario. Diurético, vitamínico, de gran valor nutritivo. Agente de difusión, detergente de las llagas. Indicado para dispepsias hiposecretoras, reumatismo, artritis, gota, urolitiasis, arteriosclerosis. Bronquitis, enfisema, asma, mucoviscidosis. En uso tópico: limpieza de heridas y ulceraciones tróficas. El corazón de piña se ha preconizado como coadyuvante en regímenes de adelgazamiento, por su contenido en fibra, con acción saciante y ligeramente laxante.[5]

## Cultivo
La piña puede plantarse en cualquier momento del año en suelos húmedos, aunque la mejor época es el otoño. Es rara la reproducción a partir de semilla. Más frecuentemente se utilizan la parte basal del mismo, aunque también pueden usarse las yemas del tallo distal o la corona de brácteas de la fruta. Naturalmente, los brotes basales se desarrollan, fructifican y dan a su vez origen a nuevos tallos. Los distintos tipos de retoños se conocen como corona (el meristemo apical), gallo (las yemas pedunculares) y clavos (vástagos de la yema peduncular).
Los vástagos se plantan en línea, dejando 40-45 cm entre plantas y algo más entre hileras, o más si se aplicará pulverización mecánica con herbicidas, con una densidad total de 37 500 a 50 000 plantas por hectárea. Las plantaciones de fruta con destino industrial son más apretadas, de hasta 80 000 plantas. Se desmaleza dos veces al año; la alternativa es el rociado con herbicidas, en especial ametrina, diuron e incluso uracilos como el caso del bromacil. Se fertiliza tri o bianualmente con nitrógeno, potasio y fósforo, de 5 a 6 g por planta, a los que se añade a veces magnesio. En zonas de heladas, la planta debe cubrirse durante la temporada de frío.
La cosecha principal se efectúa normalmente desde principios de verano hasta comienzos de otoño. Es un fruto no climatérico, es decir, que hay que cosecharlo ya maduro, pues una vez cortado, la maduración se detiene por completo y empieza a deteriorarse. La piña es poco sensible a la presencia de etileno, y tiene baja producción de esta fitohormona. Las condiciones más apropiadas para su conservación son temperaturas de 7 a 13 °C y humedad de 85-90 %. La vida en postcosecha en condiciones de conservación óptimas alcanza entre 2 y 4 semanas.
El rendimiento del 30 % se considera aceptable, es decir, de 12 000 a 18 000 frutos de entre 1 y 2.5 kg (2.2 y 5.5 lb) por hectárea. Normalmente las plantas se renuevan cada dos ciclos de cosecha para evitar la disminución del rendimiento. Con el uso de etefón puede inducirse la floración para regular el ciclo productivo.
Exiten estudios relacionados con enfermedades ocasionadas por el desorden fisiológico llamado “Mal de cintura”.

## Cultivares
Algunos cultivares han sido seleccionados para mejorar el rendimiento de la fruta para envasado (piñas peroleras): generalmente el fruto es cilíndrico y alargado.
Algunos cultivares
- Española Roja
- Hilo
- Smooth Cayenne
- St. Michael
- Kona Sugarloaf
- Natal Queen
- Pernambuco
- Victoria, pequeñas piñas muy sabrosas, especialmente habitual en la Isla de La Reunión.

## Producción
| Principales productores de piña (2018, último año disponible) (toneladas) | Principales productores de piña (2018, último año disponible) (toneladas) |
| ------------------------------------------------------------------------- | ------------------------------------------------------------------------- |
| Costa Rica                                                                | 3 418 155                                                                 |
| Filipinas                                                                 | 2 730 985                                                                 |
| Brasil                                                                    | 2 650 479                                                                 |
| Tailandia                                                                 | 2 113 380                                                                 |
| Indonesia                                                                 | 1 805 506                                                                 |
| India                                                                     | 1 706 000                                                                 |
| Nigeria                                                                   | 1 664 510                                                                 |
| China                                                                     | 1 573 471                                                                 |
| México                                                                    | 999 593                                                                   |
| Colombia                                                                  | 900 395                                                                   |
| Ghana                                                                     | 713 942                                                                   |
| Vietnam                                                                   | 654 801                                                                   |
| Angola                                                                    | 597 662                                                                   |
| Perú                                                                      | 548 465                                                                   |
| Venezuela                                                                 | 518 664                                                                   |
| Fuente: ONU: La División de Estadística.                                  |                                                                           |

Hoy la piña es el segundo cultivo frutal tropical en volumen, sólo superado por el plátano (Musa paradisiaca), y conforma más del 20 % de la producción comercial de este tipo de frutos, de la cual el 70 % se consume fresca en el país de origen. El resto se destina al enlatado en almíbar, una práctica iniciada en Hawái en el siglo XVIII, que es la forma más consumida en los países templados.
Los principales productores son Costa Rica, Brasil, Filipinas, Indonesia, India, que concentran el 50 % de la producción. Otros productores de relieve son Kenia, México, Nigeria, Tailandia y China. El cultivar más importante es el llamado 'smooth Cayenne', originario de la Guayana Francesa.

## Taxonomía

Denominación de la fruta en español según el país

Ananas comosus fue descrita primero por Carlos Linneo como Bromelia comosa y publicado en Herbarium Amboinenese, vol. 21, 1754 y, posteriormente, atribuido al género Ananas por Elmer Drew Merrill y publicado en An Interpretation of Rumphius's Herbarium Amboinense, 133, 1917.
Etimología

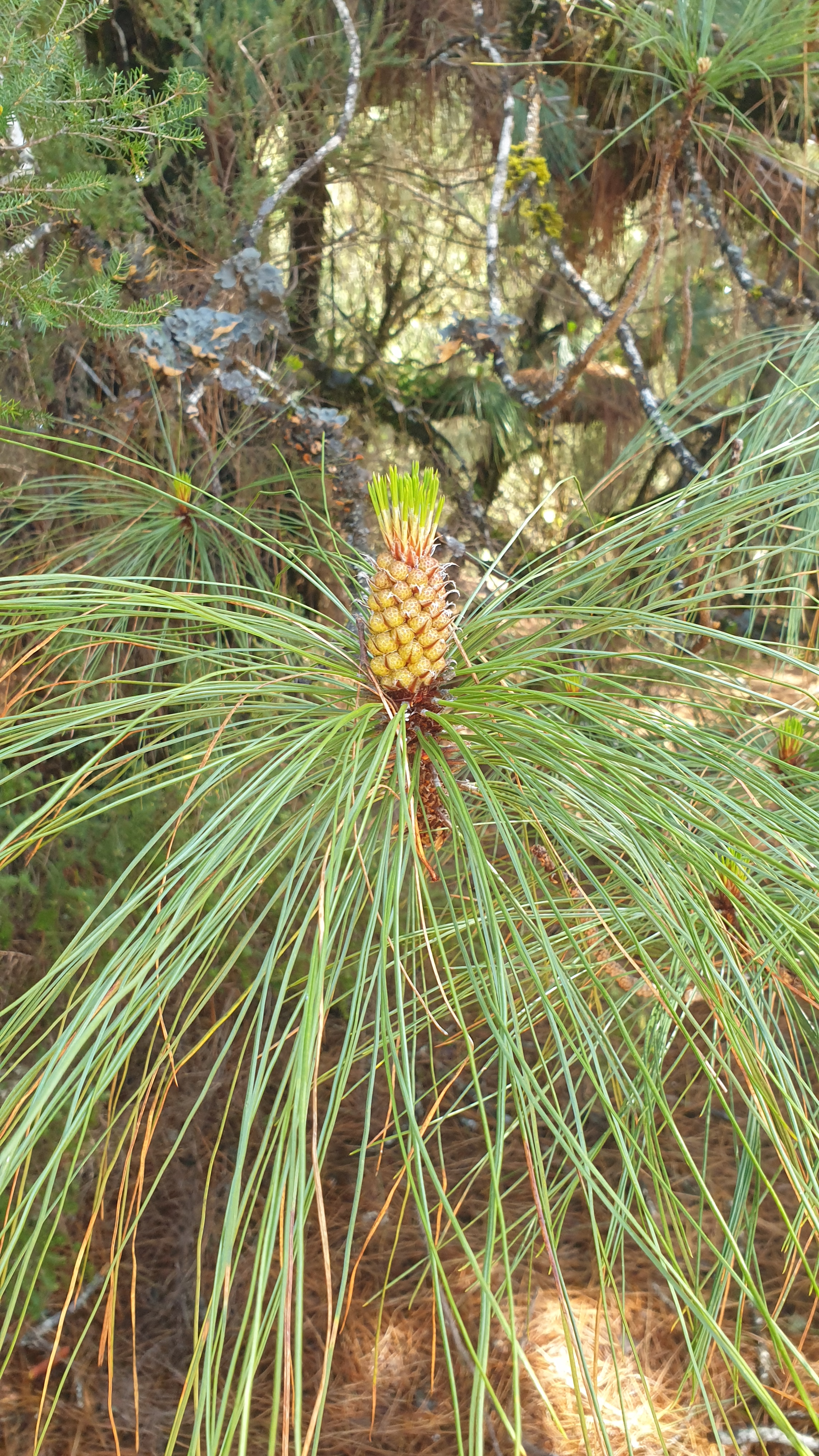
Conos de polen masculinos de Pinus Canariensis agrupados en racimos que recuerdan físicamente a una piña tropical.

El término «piña» se adoptó por su semejanza con el cono de una conífera. La palabra ananá es de origen guaraní, del vocablo naná naná, que significa ‘perfume de los perfumes’.
- Ananas es una latinización que deriva de la anterior.
- comosus, epíteto latín que significa ‘peludo’ y, en el caso de las plantas, se refiere a las numerosas hojas, o sea ‘hojoso’, ‘frondoso’. Empleado por Plinio el Viejo con este sentido en Historia Naturalis (26, XLV, 71).[10]

Sinonimia

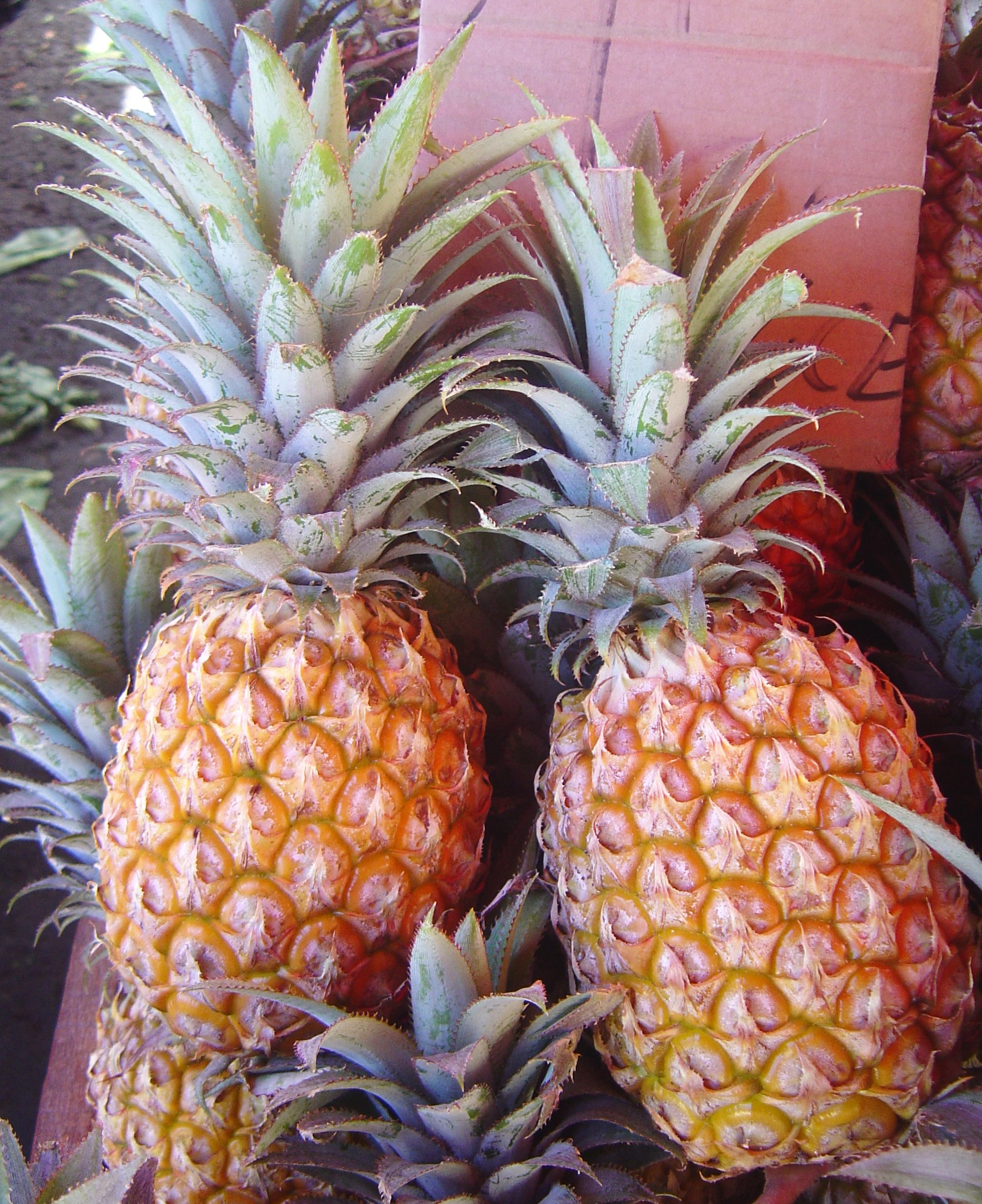
Cultivar 'Victoria'.

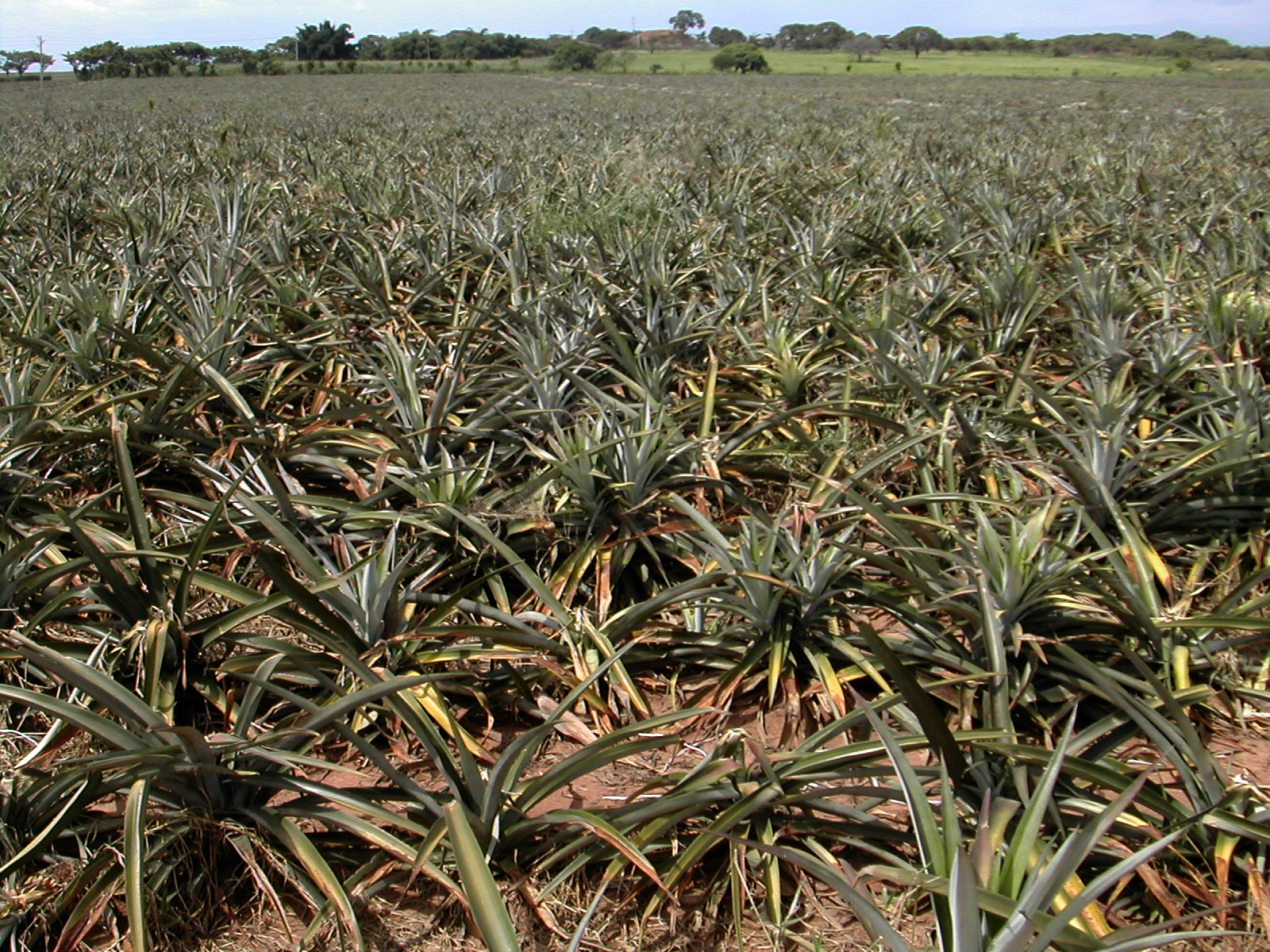
Una plantación en Veracruz, México.

- Bromelia comosa L., Herb. Amb.: 21 , 1754 - basiónimo
- Bromelia ananas L., Sp. Pl.: 285, (1743).
- Ananas ovatus Mill., Gard. Dict. ed. 8: 1, 1768
- Ananas pyramidalis Mill., Gard. Dict. ed. 8: 2, 1768
- Ananas serotinus Mill., Gard. Dict. ed. 8: 5, 1768
- Ananas viridis Mill., Gard. Dict. ed. 8: 6, 1768
- Bromelia edulis Salisb., Prodr. Stirp. Chap. Allerton: 247, 1796 nom. illeg.
- Bromelia communis Lam., Tabl. Encycl. 2: 371, 1819
- Bromelia mai-pouri Perrier, Mém. Soc. Linn. Paris 3: 103, 1825
- Bromelia pigna Perrier, Mém. Soc. Linn. Paris 3: 103, 1825
- Ananas coccineus Descourt., Fl. Méd. Antilles 5: 141, 1827
- Ananas argentata J.C.Wendl. ex Schult. & Schult.f. in J.J.Roemer & J.A.Schultes, Syst. Veg. 7(2): 1285, 1830
- Ananas aurata J.C.Wendl. ex Schult. & Schult.f. in J.J.Roemer & J.A.Schultes, Syst. Veg. 7(2): 1285, 1830
- Ananas debilis Schult. & Schult.f. in J.J.Roemer & J.A.Schultes, Syst. Veg. 7: 1287, 1830
- Ananas maxima Schult. & Schult.f. in J.J.Roemer & J.A.Schultes, Syst. Veg. 7(2): 1284, 1830
- Ananas sativus Schult. & Schult.f. in J.J.Roemer & J.A.Schultes, Syst. Veg. 7: 1283, 1830
- Bromelia rubra Schult. & Schult.f. in J.J.Roemer & J.A.Schultes, Syst. Veg. 7(2): 1285, 1830
- Bromelia violacea Schult. & Schult.f. in J.J.Roemer & J.A.Schultes, Syst. Veg. 7(2): 1285, 1830
- Bromelia viridis (Mill.) Schult. & Schult.f. in J.J.Roemer & J.A.Schultes, Syst. Veg. 7(2): 1285, 1830
- Ananassa debilis Lindl., Edwards's Bot. Reg. 23: t. 1968, 1837
- Ananassa sativa (Schult. & Schult.f.) Lindl. ex Beer, Fam. Bromel.: 219: t. 1068, 1856
- Ananas sativus var. variegatus Lowe, Beaut. Leaved Pl.: 43, 1868
- Ananas porteanus Veitch ex K.Koch, Wochenschr. Vereines Beförd. Gartenbaues Königl. Preuss. Staaten 14: 130, 1871
- Ananassa porteana (Veitch ex K.Koch) Carrière, Rev. Hort. 1878: 140, 1878
- Ananassa ananas (L.) H.Karst., Ill. Repet. Pharm.-Med. Bot.: 466, 1886
- Ananas bracteatus Baker, Handb. Bromel.: 23, 1889
- Ananas monstrosus Baker, Handb. Bromel.: 23, 1889
- Ananas pancheanus André, Bromel. Andr.: 5, 1889
- Ananas penangensis Baker, Handb. Bromel.: 23, 1889
- Ananas sativus var. muricatus Mez in C.F.P.von Martius & auct. suc. (eds.), Fl. Bras. 3(3): 293, 1892
- Ananas ananas (L.) H.Karst. ex Voss, Vilm. Blumengärtn. ed. 3, 1: 964 ,1895 nom. inval.
- Distiacanthus communis (Lam.) Rojas Acosta, Cat. Hist. Nat. Corrient.: 84, 1897
- Ananas sativus var. pyramidalis Bertoni, Agronomía (Puerto Bertoni) 5(7): 257, 1913
- Ananas bracteatus var. hondurensis Bertoni, Anales Ci. Parag. 2(4): 258, 1919
- Ananas bracteatus var. paraguayensis Bertoni, Anales Ci. Parag. 2(4): 259, 1919
- Ananas sativus var. hispanorum Bertoni, Anales Ci. Parag., II, 4: 273, 1919
- Ananas sativus var. viridis (Mill.) Bertoni, Anales Ci. Parag., II, 4: 272, 1919[11]